# Amelia Bullmore
Amelia Mary Bullmore (Londen, 31 januari 1964) is een Britse actrice en scenarioschrijfster.

## Biografie
Bullmore werd geboren in de wijk Chelsea van Londen. Zij studeerde af in drama aan de Universiteit van Manchester in Manchester.
Bullmore begon in 1993 met acteren in de Britse televisieserie Comedy Playhouse, waarna zij nog meerdere rollen speelde in televisieseries en films. Zij is vooral bekend van haar rol als Stephanie Barnes in de televisieserie Coronation Street waar zij in 131 afleveringen speelde (1990-1995) en van haar rol als hoofdinspecteur Gill Murray in de televisieserie Scott & Bailey waar zij in 30 afleveringen speelde (2011-2014).

## Privé
Bullmore is getrouwd met de Schotse acteur Paul Higgins met wie zij twee dochters heeft.

## Filmografie

### Films
Uitgezonderd korte films.
- 2014 What We Did on Our Holiday - als Margaret McLeod
- 2009 Endgame - als Gill
- 2008 Mrs In-Betweeny - als Emma
- 2006 The Truth - als moeder van Candy
- 2005 Festival - als Micheline Menzies
- 2003 Anglian Lives: Alan Partridge - als Mary (Stem)
- 2002 The Gist - als Freda Cooper
- 1997 Mrs. Dalloway - als Rezia Warren Smith

### Televisieseries
Uitgezonderd eenmalige gastoptredens.
- 2023-2025 The Buccaneers - als de weduwe Hertogin van Tintagel - 9 afl.
- 2019-2024 Vienna Blood - als Rachel Liebermann - 12 afl.
- 2024 The Jetty - als Sylvia - 4 afl.
- 2021-2022 The Larkins - als miss Edith Pilchester - 13 afl.
- 2019-2022 Gentleman Jack - als Eliza Priestley - 10 afl.
- 2018 Deep State - als Olivia - 4 afl.
- 2016 Power Monkeys - als Lauren - 6 afl.
- 2016 Happy Valley - als Victoria Fleming - 3 afl.
- 2015 Jekyll & Hyde - als Renata Jezequiel - 3 afl.
- 2011-2014 Scott & Bailey - als hoofdinspecteur Gill Murray - 30 afl.
- 2013 It's Kevin - als diverse karakters - 4 afl.
- 2011-2012 Twenty Twelve - als Kay Hope - 13 afl.
- 2011 Shameless - als Mildred Fletcher - 3 afl.
- 2008-2009 Ashes to Ashes - als Caroline Price - 9 afl.
- 2006-2007 Suburban Shootout - als Joyce Hazledine - 11 afl.
- 2007 Dalziel and Pascoe - als Frances Cunningham - 2 afl.
- 2006 Sorted - als Claire Hill - 3 afl.
- 2005-2006 Donovan - als Evie Strauss - 3 afl.
- 2004 I Am Not an Animal - als Winona de hond (stem) - 6 afl.
- 2003 State of Play - als Helen Preger - 6 afl.
- 2002 I'm Alan Partridge - als Sonja - 6 afl.
- 1998-2002 Big Train - als diverse karakters - 7 afl.
- 1997-2001 Brass Eye - als diverse karakters - 3 afl.
- 2000 Jam - als diverse karakters - 6 afl.
- 1999 Tilly Trotter - als Eileen Sopwith - 2 afl.
- 1997 Turning World - als sociaal werkster - 2 afl.
- 1996 Frontiers - als Caroline Poole - 6 afl.
- 1990-1995 Coronation Street - als Stephanie Barnes - 131 afl.
- 1994 Faith - als Ros - 4 afl.
- 1993 Cracker - als Catriona Bilborough - 2 afl.

### Scenarioschrijfster
- 2019-2022 Traces - televisieserie - 11 afl.
- 2012-2014 Scott & Bailey - televisieserie - 7 afl.
- 2000 Attachments - televisieserie - 2 afl.
- 2000 Black Cab - televisieserie - 7 afl.
- 2000 Jam - televisieserie - 1 afl.
- 1998 Big Train - televisieserie - 6 afl.
- 1997 This Life - televisieserie 2 afl.

- Bibsys: 7026432
- International Standard Name Identifier: 0000 0000 4581 6725
- Library of Congress Control Number: no2004030187
- MusicBrainz: c05a3b64-a4ee-4069-9298-1d9540b4a88c
- Nationale Bibliotheek van Tsjechië: xx0174459
- Virtual International Authority File: 21850744
- WorldCat: E39PBJmTt6HpJbt8YHPjjKf6rq